# معركة ود مدني
معركة ود مدني هي معركة في الحرب الأهلية السودانية للسيطرة على مدينة ود مدني، عاصمة ولاية الجزيرة في شرق وسط السودان، بين القوات المسلحة السودانية ومليشيا الدعم السريع. كان انتهت بفرض مليشيا الدعم السريع سيطرته علي المدنية 19 ديسمبر 2023.

## خلفية
وكانت ولايتا الجزيرة والنيل الأبيض تعتبران تاريخياً من معاقل القوات المسلحة السودانية. وفي ولاية الجزيرة وحدها، تم حشد أكثر من 40 ألف شخص في القوات المسلحة السودانية. وقام رئيس القوات المسلحة السودانية عبد الفتاح البرهان بزيارات منتظمة إلى المدن الجنوبية التي كانت بمثابة مراكز تدريب للمجندين الجدد في القوات المسلحة السودانية، بما في ذلك ود مدني. تعد ولاية الجزيرة الأكثر خصوبة في السودان، وتنتج عددًا كبيرًا من المحاصيل والمنتجات الزراعية في البلاد، بما في ذلك نصف إجمالي القمح، مما يجعل الولاية أحد أكبر مصادر الغذاء في السودان. وعلى هذا النحو، يشار إلى الولاية باسم "سلة خبز" السودان.
في معظم فترات الحرب، كانت معركة الخرطوم في طريق مسدود. ومع ذلك، في 11 نوفمبر، دُمّر جسر شمبات فوق نهر النيل، مما حرم قوات الدعم السريع من طريق إمداد حيوي إلى الجانب الغربي من النهر. وفي حاجة إلى معبر جديد، هاجمت قوات الدعم السريع قرية جبل أولياء على الحدود مع الولايات الجنوبية للاستيلاء على سد جبل أولياء. وبعد أسبوع من القتال، سيطرت قوات الدعم السريع عليهما. وأتاحت السيطرة على جبل أولياء لقوات الدعم السريع الوصول إلى الجنوب. بعد ذلك، شوهدت قوات الدعم السريع في ولايات الجزيرة والنيل الأبيض والقضارف لاحقًا لأول مرة. وفي 14 ديسمبر، شنت قوات الدعم السريع غارة على شمال الجزيرة، واستولت على بلدة أبو غوطة دون مقاومة، وبذلك حصلت على موطئ قدم في الولاية.

## الأحداث
في صباح الجمعة 15 ديسمبر 2023، حاولت قوة كبيرة من الدعم السريع اقتحام ود مدني عاصمة ولاية الجزيرة، واستهدف الطيران الحربي التابع للجيش تجمعات للدعم السريع في عدة مناطق في الولاية شرق مدينة مدني، وأغلق الجيش جسر حنتوب المؤدي للمدينة، كما دارت اشتباكات عنيفة في منطقة أبو حراز شرق ود مدني، ونزحت مئات الأسر إلى ولاية سنار. وأصدرت السلطات الأمنية بولاية الجزيرة قراراً بحظر التجوال وإغلاق جميع المحال التجارية ومنع التجمعات من السادسة مساء حتى السادسة صباحاً باستثناء المراكز الصحية ومركبات الإسعاف.
أسفرت الاشتباكات عن مقتل امرأة ورجل وعشرات الإصابات وسط المدنيين، وأعلن مكتب الأمم المتحدة لتنسيق الشؤون الإنسانية بالسودان تعليق جميع البعثات الميدانية الإنسانية داخل ولاية الجزيرة بسبب الاشتباكات.
في اليوم التالي، استمر سماع دوي أسلحة في مناطق الإنقاذ وأبو حراز وطريق مدني - الخرطوم الغربي، مع استمرار إغلاق جسر حنتوب أمام السيارات مع السماح للمشاة، وإغلاق الجيش جسر رفاعة بالحاويات، واستمرار موجات النزوح للمدن القريبة.
بعد اشتباكات استمرت بشكل متقطع لأيام، تمكنت قوات الدعم السريع في 18 ديسمبر من دخول ود مدني وانتشرت في أغلب أحيائها، كما سيطرت على قيادة الفرقة الأولى مشاة ومعسكر لقوات الاحتياطي المركزي، وأعلنت في بيان تمكنها من إسقاط طائرة حربية تابعة للجيش من طراز ميغ في ود مدني. كما سيطرت على مدينة رفاعة شمال ود مدني، وقتلت قوات الدعم السريع 2 من الكوادر الطبية داخل مستشفى رفاعة خلال اقتحامها،
في اليوم التالي، أصدر قائد قوات الدعم السريع محمد حمدان دقلو حميدتي قراراً بتكليف أبو عاقلة كيكل بقيادة مهام الفرقة الأولى مشاة مدني بولاية الجزيرة، فيما أعلنت القوات المسلحة في بيان إجراء تحقيق في الأسباب والملابسات التي أدت إلى انسحاب قواتها من قيادة الفرقة الأولى مشاة بود مدني.